# Malin Frenning
Malin Victoria Frenning, född 27 mars 1967 i Täby, är en svensk företagsledare och VD för forskningsinstitutet Rise.
Malin Frenning är utbildad på Maskinteknisk utbildning med inriktning mot Industriell ekonomi vid Luleå tekniska universitet. Hon var VD för TeliaSonera International Carrier mellan 2007 och 2010 och chef för bredbandstjänster på Teliasonera i Norden och Baltikum mellan 2010 och 2014. Därefter var Frenning VD för Telia Sverige från 2014 till 1 juli 2015 samt  landstingsdirektör vid Stockholms läns landsting mellan 2016 och 2018.
Frenning var från den 31 januari 2019 chef för division Infrastructure och medlem av AFRY:s koncernledning. Den 2 oktober 2023 tillträdde hon som VD för Rise.
Frenning blev rankad på plats fyra av Ny Teknik i en lista över Sveriges mäktigaste IT-kvinnor 2010 och på åttonde plats över inflytelserika insprerande kvinnliga ingenjörer 2015. Veckans affärer utsåg henne 2011 till näringslivets mäktigaste kvinna. 2011 blev hon teknologie hedersdoktor på Luleå tekniska universitet.